# Cantonul Dreux-Sud
Cantonul Dreux-Sud este un canton din arondismentul Dreux, departamentul Eure-et-Loir, regiunea Centru, Franța.

## Comune
| Comune                             | Populație (1999) | Cod poștal | Cod INSEE |
| ---------------------------------- | ---------------- | ---------- | --------- |
| Aunay sous Crécy                   | 575              | 28500      | 28014     |
| Dreux (fraction sud de la commune) | 31.195           | 28100      | 28134     |
| Garnay                             | 896              | 28500      | 28171     |
| Marville Moutiers Brûlé            | 919              | 28500      | 28239     |
| Tréon                              | 1.363            | 28500      | 28394     |
| Vernouillet                        | 11.899           | 28500      | 28404     |